# Škodljivec
Škodljivec je v širšem pomenu organizem, ki ogroža človeka neposredno ali katero od njegovih dejavnosti (npr. kmetijstvo), čeprav v slovenskem jeziku s to besedo označujemo predvsem škodljive živali. Izraz ni natančno definiran in lahko vključuje ali ne rastline (tem pravimo tudi pleveli), prenašalce nalezljivih bolezni ipd.
V ekološkem smislu gre za vrste, ki tekmujejo s človekom za vire (kompetitorje), pri čemer je predvsem v sodobnem času pojav škodljivcev neposredna posledica človekove dejavnosti in ignoriranja naravnih procesov, ki poruši ravnovesje. Primer je vzpostavitev monokulture v poljedelstvu, ki nudi bogat vir hrane vrsti, najbolj prilagojeni za prehranjevanje s konkretno poljščino, hkrati pa zmanjša pritisk plenilcev, ki na kmetijskem območju težje preživijo in se razmnožujejo. Drug primer je nameren ali nenameren vnos organizmov v nova okolja, kjer se lahko zaradi odsotnosti plenilcev razmnožijo in postanejo invazivni.